# TopView
TopView fou un programari desenvolupat per IBM i llançat al mercat el mes de març de l'any 1985 que permetia l'execució de més d'un programa en mode text en els ordinadors IBM AT. La seua presentació fou l'any 1984, quan encara no estava finalitzat, per a d'aquesta manera ajudar a les vendes del AT i competir amb els altres entorns gràfics que ja havia presentat la competència.
IBM va considerar que era necessari un entorn amb multitasca per a aprofitar la potència dels nous IBM AT (Intel 80286 a 6 MHz, fins a 512 KB de memòria RAM), i així acontentar als usuaris del nou maquinari que veien com el PC-DOS no aprofitava les noves característiques del maquinari.
TopView s'executava en mode real en qualsevol processador x86, i no utilitza cap de les característiques de virtualització dels Intel 80386.
TopView va ser el primer a utilitzar fitxers PIF, fitxers que contenien informació de com s'havien de comportar els programes MS-DOS en un entorn multitasca.
IBM va prometre un entorn gràfic per al TopView, però mai es va llançar al mercat.
TopView requereix DOS 2.x i no s'executa amb versions superiors.